# 庞龙
庞龙（1971年5月2日—），原名庞永清，中国大陆男歌手，出生于辽宁省阜新市太平区，祖籍河北省沧州市，曾就读於沈阳音乐学院。他的代表曲目有《两只蝴蝶》、《你是我的玫瑰花》、《兄弟抱一下》。

## 经历
2000年1月，為连续剧《西游记》演唱了续集插曲《大圣歌》、《晴天月儿明》，光碟由中国国际电视服务总公司发行。同年3月，单曲《老了》在《非常音乐周刊》中国原创歌曲榜获冠军。9月，获邀参加东方大学城开城仪式庆典演唱会。10月，推出首张国语专辑CD、卡带。12月，获邀参加中国中央电视台在天津举办的《携手跨世纪·同一首歌》大型文艺晚会。2003年，为电视连续剧《为您服务》制作并录制片头歌曲《滋味》及片尾曲《答案》。2004年5月，为刘晓庆拍摄的连续剧《281封信》录制主题歌《杯水情歌》及两首插曲《两只蝴蝶》和《吹眼睛》。7月，为电视剧《穿越围城》录制歌曲《绝不回头》。9月，为电视剧《羊城风暴》录制主题歌。
2005年，受聘为沈阳音乐学院教授。2006年、2007年、2008年、2010年四次参加《中国中央电视台春节联欢晚会》。2007年5月，获邀参加“中国红十字会”主办“博爱中国——2007世界红十字日大型公益晚会”演唱《因为是你》，当选“中华慈善总会”第三届理事。10月，第五张全新国语专辑《开始 如果你嫁给我》在全国统一上市。2008年1月21日，奥运倒计时200天首发《兄弟干杯》。3月31日，《兄弟干杯》打榜碟正式发布。5月23日，为汶川大地震遇难同胞录制第一首公益歌曲《爱在人间》。9月8日，发行最新EP专辑《校花》。
2011年11月，发行第九张音乐概念专辑《摇》，同年举办“相逢一笑”全国巡回演唱会。2012年，发表单曲《兄弟抱一下》歌曲及同名微电影。同年，举办韩雷&庞龙“兄弟抱一下”包头公益演唱会，获“百度音乐搜索十年网络影响力歌手大奖”。2013年4月，发行第十张音乐概念专辑《美好》。2015年，担任浙江音乐学院音乐教师。

## 荣誉
- 第五届中国金唱片“最佳专辑奖”
- CCTV—MTV音乐盛典“内地最受欢迎男歌手”
- 亚太音乐榜2004年度“最佳男歌手”“最佳唱片销量”
- 东南音乐劲爆榜“最佳男歌手”“最佳制作人”
- 创作作品《兄弟干杯》获2008年北京奥运会推荐歌曲奖
- 创作作品《我要抱着你》获中央人民广播电台中国TOP排行榜年度十大金曲